# Vila Valério
Vila Valério is een gemeente in de Braziliaanse deelstaat Espírito Santo. De gemeente telt 14.048 inwoners (schatting 2009).
De gemeente grenst aan São Gabriel da Palha, Sooretama, Rio Bananal, Jaguaré, São Domingos do Norte en São Mateus.